# نجم تتاري
نجم تتاري (الاسم العلمي:Aster tataricus) هو نوع من النباتات يتبع جنس النجم من الفصيلة النجمية.